# پوزه‌بیدان کادرا
پوزه‌بیدان کادرا(نام علمی: Cadra) نام یک سرده از تیره پوزه‌بیدان است.